# Boudoris

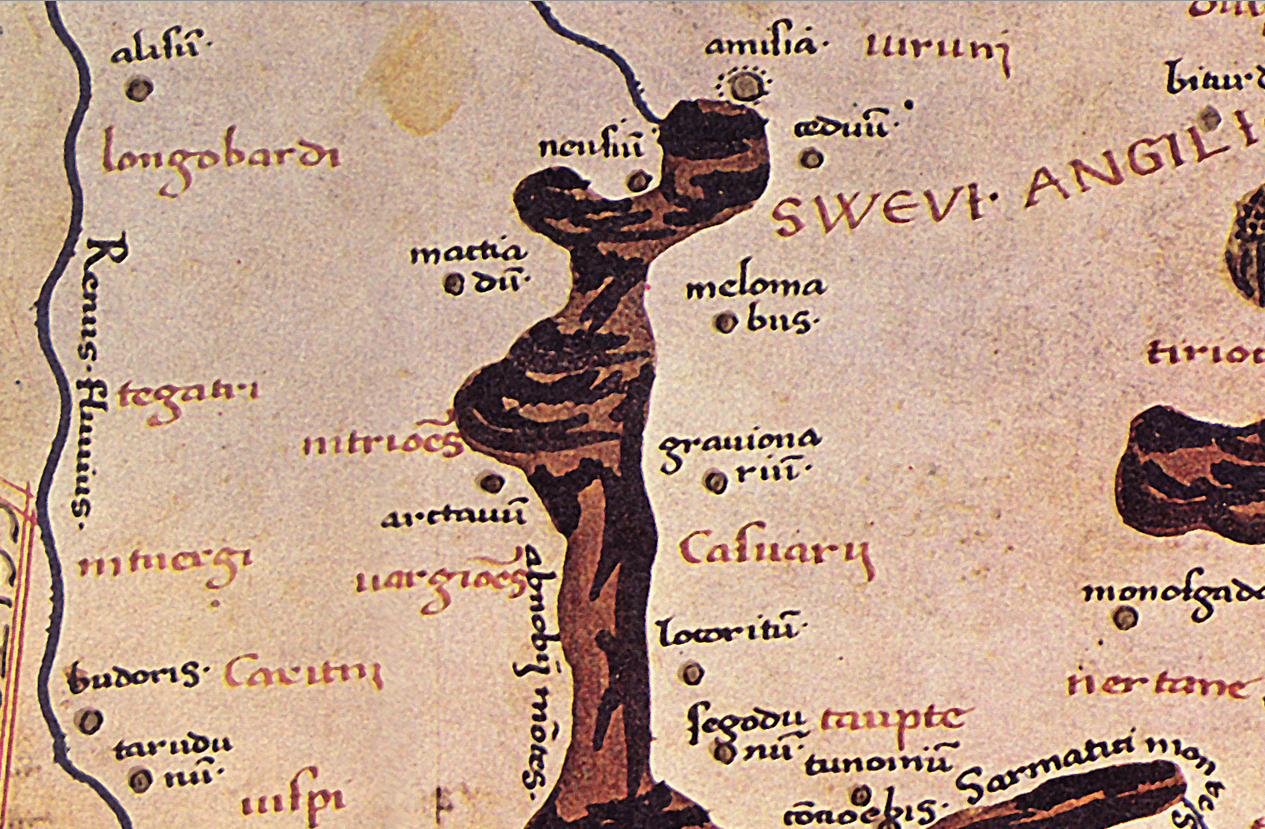
Lage von Boudoris nach Ptolemaios

Boudoris, auch lateinisch Budoris (altgriechisch Βουδορίς) ist ein Ortsname, der in der Geographia des Claudius Ptolemaios (2, 11, 14) als einer der im Innern der Germania magna liegenden Orte (πόλεις) mit 28° 00ˈ Länge (ptolemäische Längengrade) und 51° 00ˈ Breite (nach der Handschrift Ω)  bzw. mit 49° 00ˈ Breite (nach der Handschrift X) angegeben wird. Boudoris liegt damit nach Ptolemaios zwischen Alison und Mattiakon. Wegen des Alters der Quelle kann eine Existenz der Siedlung um 150 nach Christus angenommen werden.

## Lokalisation
Bisher konnte der antike Ort nicht sicher lokalisiert werden. Ein interdisziplinäres Forscherteam um Andreas Kleineberg, das die ptolemäischen Koordinaten von 2006 bis 2009 neu untersuchte und interpretierte, lokalisiert zurzeit Boudoris nach der Transformation der antiken Koordinaten – da der Wert der Ω-Handschrift (51°) besser zu den benachbarten
Koordinaten und deren Verzerrung passe – am Drachenfels bei Bad Dürkheim in Rheinland-Pfalz. Auf dem Drachenfels  haben Reste einer Befestigung aus römischer Zeit überdauert; Spuren des ehemaligen Ringwalls sind unter Bewuchs noch schwach erkennbar.